# Rogers Park (Chicago)

Situation de Rogers Park dans la ville de Chicago

Rogers Park est l'un des 77 secteurs communautaires de la ville de Chicago aux États-Unis. Il est situé à l'extrémité Nord-Est de la ville, en bordure du lac Michigan. C'est dans ce secteur que se trouve l'Université Loyola de Chicago.

## Personnalités
- Larry Eyler (1952-1994), tueur en série, y habitait lorsqu'il fut arrêté